# مصطفى بن إبراهيم (سيدي بلعباس)
مصطفى بن إبراهيم بلدية جزائرية في ولاية سيدي بلعباس شمال غرب الجزائر. تقع على بعد حوالي 25 كلم شرق مدينة سيدي بلعباس.

## أعلام
- محمد طيبي العربي